# Bola de Ouro (Chéquia)
A Bola de Ouro (Checo: Zlatý míč) é concedido na Chéquia (Tchéquia) por uma votação de jornalistas esportivos checos (Klub sportovních novinářů, KSN). São eleitos jogadores checos que atuam em seu país ou no exterior. Além do jogador Bola de Ouro, recebem também os prêmios o jogador Revelação do Ano e o treinador do ano. O prêmio de Treinador do Ano, é nomeado de Rudolf Vytlačil, treinador checo de sucesso. Petr Čech ganhou sua sexta Bola de Ouro em sete anos, em 2011.
Outra premiação de futebol existente na Chéquia é o Futebolista Checo do Ano, concedido pela Associação de Futebol da Tchéquia (ČMFS).
| Ano  | Bola de Ouro                      | Revelação do Ano                                 | Treinador do Ano                     |
| ---- | --------------------------------- | ------------------------------------------------ | ------------------------------------ |
| 2013 | Petr Čech (Chelsea)               | Stanislav Tecl (Vysočina Jihlava/Viktoria Plzeň) | Vítězslav Lavička (AC Sparta Prague) |
| 2012 | Petr Čech (Chelsea)               |                                                  |                                      |
| 2011 | Petr Čech (Chelsea)               |                                                  |                                      |
| 2010 | Petr Čech (Chelsea)               | Matěj Vydra (Baník Ostrava)                      | František Komňacký (FK Jablonec)     |
| 2009 | Pavel Nedvěd (Juventus)           | Jan Chramosta (FK Mladá Boleslav)                | Karel Jarolím (Slavia Prague)        |
| 2008 | Petr Čech (Chelsea)               | František Dřížďal (Slavia Prague)                | Karel Jarolím (Slavia Prague)        |
| 2007 | Petr Čech (Chelsea)               | Zdeněk Zlámal (Tescoma Zlín/Slovan Liberec)      | Vítězslav Lavička (Slovan Liberec)   |
| 2006 | Petr Čech (Chelsea)               | Marek Suchý (Slavia Prague)                      | Vítězslav Lavička (Slovan Liberec)   |
| 2005 | Petr Čech (Chelsea)               | Roman Bednář (Mladá Boleslav)                    | Karel Brückner (Seleção)             |
| 2004 | Pavel Nedvěd (Juventus)           | Filip Dort (Opava)                               | František Komňacký (Baník Ostrava)   |
| 2003 | Pavel Nedvěd (Juventus)           | Mario Lička (Baník Ostrava)                      | Karel Brückner (Seleção)             |
| 2002 | Tomáš Rosický (Borussia Dortmund) | Rudolf Skácel (Hradec Králové/Slavia Prague)     | Ladislav Škorpil (Slovan Liberec)    |
| 2001 | Pavel Nedvěd (Lazio)              | -                                                | -                                    |
| 2000 | Pavel Nedvěd (Lazio)              | -                                                | -                                    |
| 1999 | Patrik Berger (Liverpool)         | -                                                | -                                    |
| 1998 | Pavel Nedvěd (Lazio)              | -                                                | -                                    |
| 1997 | Jiří Němec (Schalke 04)           | -                                                | -                                    |